# Kristal Karjohn
Kristal Fayonne Karjohn (* 13. August 1984) ist eine jamaikanische Badmintonspielerin. 

## Karriere
Kristal Karjohn wurde 2010 erstmals nationale Meisterin in Jamaika. 2010 gewann sie Silber bei den Zentralamerika- und Karibikspielen. Im gleichen Jahr startete sie bei den Commonwealth Games.